# Festa di sant'Anna (Castelbuono)
La festa di sant'Anna si svolge a Castelbuono (Palermo) dal 17 al 27 luglio di ogni anno.
La cittadina siciliana conserva il teschio della santa all' interno della Cappella Palatina del castello dei Ventimiglia il quale è stato portato il 4 maggio 1454 dal marchese Giovanni I Ventimiglia dal castello di Geraci Siculo.
Nel 1605 la reliquia venne trafugata e ritrovata nei pressi di Palermo nel 1615. Al rientro del teschio in paese Sant'Anna venne proclamata, per acclamazione popolare, patrona di Castelbuono.

## La novena
La festa si apre con la novena che dura dal 17 al 24 luglio in cui una statua della santa viene portata in processione da quattro persone appartenenti alle confraternite religiose locali per le vie della cittadina madonita.La tradizione della Novena esiste sin dal 700 , in memoria dei nove giorni di viaggio del Ventimiglia per riportare le ritrovate reliquie della Santa a Castelbuono a seguito del loro furto avvenuto nel 1605. La Novena è contraddistinta da 2 momenti principali: le messe mattutine, che si effettuano sia alla chiesa del collegio che alla cappella Palatina, e la processione serale per le varie vie del paese. Alla statua vengono fatti percorrere tragitti del tutto particolari e inusuali,gli abitanti sentono infatti la novena come la visita vera e propria della patrona in tutte le sue zone principali del centro storico. Molto particolari sono i passaggi della santa sotto l'arco di Via Arcomonte, nelle strettissima vanella di Via Vetriera, le ripide salite del Calvario e salita Guerrieri (parallele), le scalinate tipiche delle parallele di Via Maurolico, per citare solo alcuni dei posti più suggestivi del passaggio della processione serale. Dentro il periodo della Novena, si inserisce la mattinata della SS Maddalena, il 22 Luglio quando, alle 6 del mattino, 22 colpi di cannone vengono sparati dal Castello in segno di inizio vero e proprio della festa e di ricordo della data 22 Gennaio 1615, giorno del ritrovamento della reliquia perduta. Nella stessa mattinata, viene esposta la bandiera ove viene raffigurata Sant'Anna nel balcone del Castello.Questa tradizione è contraddistinta inoltre dal giro della Banda musicale per le vie del paese nelle primissime ore del mattino, e dalla tipica "acchianata o Castiddri" che i devoti fanno proprio dopo lo sparo dei botti. Giorno 25 Luglio , ultimo della Novena , non viene fatta la processione bensì il Corteo Storico che porta all'apertura della grata che protegge il Teschio al Castello. La tradizione vuole che in questo giorno San Gioacchino (marito di Sant'Anna), invaghito dal fatto le la moglie fosse uscita per tutte queste sera, chieda appunto a Sant'Anna di non uscire per le vie del paese e di rimanere con la loro figlia Maria a casa. In memoria di questa tradizione, il 25 mattina la statua viene adornata ed esposta a quelle appunto di San Gioacchino e Maria bambina nella chiesa del Collegio.
I percorsi effettuati sono in seguenti:
- 17 luglio: Collegio (chiesa della Santissima Trinità) – piazza Margherita – via Sant’Anna – via Roma – via Mario Levante – piazza San Francesco – via Sant’Agostino – via Maurolico – piazza Minà Palumbo – via Vittorio Emanuele – piazza Matteotti – corso Umberto – collegio.
- 18 luglio: Collegio (chiesa della Santissima Trinità) – via Collegio di Maria – via San Paolo – Piazza San Paolo – arco benedettini – via Ypsigro – via Arcomonte – via Trapani – via Sant’Anna - piazza Margherita – via Alduino Ventimiglia – via dei Normanni – via Macello – via Conceria – via Giordano – corso Umberto – collegio.
- 19 luglio: Collegio (chiesa della Santissima Trinità) – via Collegio di Maria – via Benedettini – via Ypsigro – via Sant’Anna – piazza Margherita – vicolo Alberghi – via Aragona – via Torquato Tasso – piazza San Francesco – via Mulino – via Mangano – salita al Calvario – via Cappuccini – via Leonardo Piraino – via Antonio Ficile – vicolo Olimpia – via Gugliuzza – via Vittorio Emanuele – corso Umberto – collegio.
- 20 luglio: Collegio (chiesa della Santissima Trinità) – piazza Margherita – via Sant’Anna – via Giordano – salita Guerrieri – largo Parrocchia – via Giovanni Cucco – via Garibaldi – via Sant’Agostino – salita al monte – via Cappuccini – via Petagna  - via Paradiso – via vittorio Emanuele – via capitano Pietro Di Garbo – via Vittorio Emanuele – corso Umberto – collegio.
- 21 luglio: Collegio (chiesa della Santissima Trinità) – piazza Margherita – via Sant’Anna – piazza Margherita – corso Umberto – salita al Monumento – via Turrisi – via Anitre – via Collotti – via Belvedere – vicolo Olimpia – via Antonio Ficile – via Errante – via Abruzzo – piazza Minà Palumbo – via Belvedere – via Esperidi – via Vittorio Emanuele - corso Umberto – collegio.
- 22 luglio: Collegio (chiesa della Santissima Trinità) – piazza Margherita – via Sant’Anna – piazza Margherita – corso Umberto – via Di Stefano – via Giovanni Cucco – via Antonio Spallino – via Belvedere – piazza Minà Palumbo – via Mariano Raimondi – san Leonardo – Santa Croce – via Francesca Morvillo – via Giovanni Falcone - Via Attanzio – Via Tenente Forte – Via Alessandro – vetriera – Via San Nicolò – Via Giardini – Via Cefalù – Via principe Umberto – Piazza Matteotti – Corso Umberto I – Collegio.
- 23 luglio: Collegio (Chiesa della Santissima Trinità) – piazza Margherita – via Sant’Anna – piazza Margherita – corso Umberto I – Piazza Matteotti -Via Vittorio Emanuele – Via Sergente Carollo – Vicolo Olimpia – Via Antonio Ficile – Via Giovanni Guzzio – Via Vittorio Emanuele – Piazza Minà Palumbo – Via Mustafà – Piazza Matteotti – Corso Umberto I – Collegio.
- 24 luglio: Collegio (Chiesa della Santissima Trinità) -Via Roma – Via Mario Levante – Via Cavour – Piazza Minà Palumbo – Via Paradiso – Piazza San Leonardo – Via Livolsi – Piazza Matteotti – via Giardini – piazza tenente Schicchi – via oratorio – via Puglisi – via De Andrè – via Cefalù – via Principe Umberto – piazza Matteotti - Corso Umberto I – Collegio.

## 25 26 e 27 luglio
Gli ultimi tre giorni di festa sono i principali.

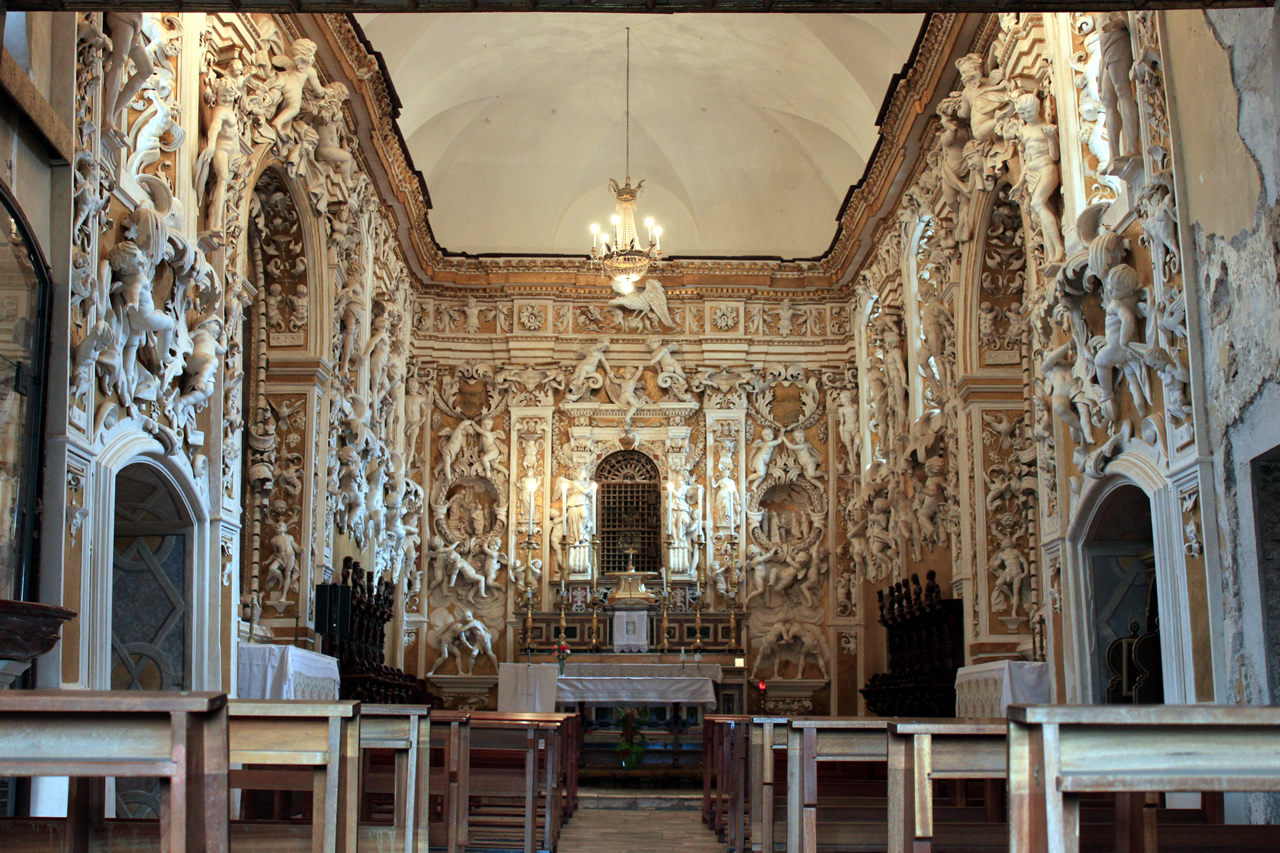
La Cappella Palatina del Castello

Il 25 luglio si svolge lo storico corteo delle chiavi in cui il sindaco consegna all'arciprete le chiavi con cui aprire l'urna in cui è custodito il teschio di sant'Anna, ed insieme si recano alla cappella palatina per aprire la predetta urna ed esporre il busto in argento, in cui è custodito il teschio, ai fedeli. La cerimonia avviene tramite un corteo storico che negli anni si è arricchito: fino al 2010 infatti a parteciparvi erano solo figuranti Castelbuonesi che rispondevano ai 7 quartieri storici, rappresentati tramite stendardi. I quartieri storici sono: Manca, Terravecchia, Sant'Anna, Fera, Sant'Antonino, Cirasi e Vallone. Oggi invece al corteo prendono parte anche diversi figuranti di comuni del comprensorio,in ripresa della tradizione stessa dell'evento seicentesco, mentre l'uscita dei caratteristici stendardi dei quartieri è ormai in disuso.
Il 26 luglio si svolge un importante manifestazione sportiva di rilievo mondiale il Giro podistico internazionale di Castelbuono la corsa su strada più antica d'Europa che si corre dal 1912.
Il 27 luglio si svolge la solenne processione di sant'Anna in cui vengono portati in processione il busto in argento della santa che contiene al suo interno il teschio, le reliquie del beato Guglielmo Gnoffi compatrono di Castelbuono ed il complesso monumentario della Madonna del Rosario.
La partenza è da piazza Castello per proseguire per via S. Anna - piazza Margherita- via Roma- via Mario Levante- piazza San Francesco- via Sant’Agostino- via Maurolico- piazza Minà Palumbo- via Vittorio Emanuele – corso Umberto I - piazza Margherita - via S. Anna e si ritorna di nuovo in piazza Castello. Al suo ritorno, la santa viene mostrata ai fedeli un'ultima volta dal balcone del castello, in un momento di forte emozione da parte di tutti i presenti, credenti e non.
Alla processione partecipano oltre alle autorità civili e miliari le 18 Congregazioni religiose maschili nell'ordine riportato nella tabella sottostante.
| Ordine | Nome                            | Abitino                                           | Anno di fondazione                                | Sede                    | Corporazione              |
| ------ | ------------------------------- | ------------------------------------------------- | ------------------------------------------------- | ----------------------- | ------------------------- |
| 1º     | Sant'Anna                       | Bordeaux con bordo verde                          | 1747, rifondata nel 1886                          | S.Nicolò                |                           |
| 2º     | Gruppo Uomini Cattolici "Pio X" | Fiocco dorato con immagine                        | 1909                                              |                         |                           |
| 3º     | Sant'Antonio                    | Marrone scuro con bordo bianco                    | Partecipa nuovamente alle manifestazioni dal 2000 | Chiesa di San Francesco |                           |
| 4º     | Sacro Cuore di Gesù             | Blu con bordo rosso                               | 1838, ricostituita nel 1884                       | Chiesa del Calvario     | Pastori                   |
| 5º     | Santa Rita                      | Nero con il colletto bianco                       | 1949                                              | S.Agostino              |                           |
| 6º     | San Pietro                      | Rosso con bordo verde e stemma pontificio         | Inizio XVI secolo, rifondata nel 1883             | Matrice vecchia         | Maestranze                |
| 7º     | Sant'Antonino Martire           | Verde con bordo rosso e coccarda                  | XVI secolo, rifondata nel 1823                    | S.Antonino              |                           |
| 8º     | Santa Lucia                     | Verde con bordo bianco                            | 1883                                              | San Vincenzo            |                           |
| 9º     | SS. Crocifisso                  | Rosso magenta con bordo bianco e coccarda         | 1786                                              | S.Antonino              |                           |
| 10º    | San Francesco di Paola          | Amaranto con bordo blu                            | 1875                                              | S.Francesco             | Muratori                  |
| 11º    | Congr. Madonna del Rosario      | Viola con bordo bianco                            | XVIII-XIX secolo                                  | San Vincenzo            |                           |
| 12º    | San Pasquale Baylon             | Marrone con bordo bianco e medaglione             | 1873                                              | S.Antonino              | Pastori                   |
| 13º    | Maria SS. Immacolata            | Celeste con bordo rosso e medaglione              | 1699                                              | S.Francesco             | Braccianti e contadini    |
| 14º    | San Vincenzo Ferreri            | Avorio con bordo e colletto nero                  | 1873                                              | S.Vincenzo              | Maestranze                |
| 15º    | San Giuseppe                    | Celeste con bordo dorato                          | 1747                                              | S.Agostino              | Falegnami                 |
| 16º    | Maria SS.Addolorata             | Nero con bordo bianco, medaglione e guanti neri   | 1773, rifondata nel 1835                          | Matrice vecchia         | Nobiltà e alte maestranze |
| 17º    | SS. Sacramento                  | Bianco con bordo rosso e immagine dell'ostensorio | 1539                                              | Matrice vecchia         | Frumentari                |
| 18º    | Confr. Madonna del Rosario      | Nero con bordo blu e medaglione                   | 1492                                              | S.Vincenzo              |                           |

Queste ultime sfilano in ordine di nascita dalle più giovani sino alle più antiche ad eccezione della Congregazione di Sant'Anna che apre la processione in prima posizione.
Il percorso della processione si snoda per le vie principali del paese con inizio e rientro al castello. Al rientro dell'urna con il teschio quest'ultima viene esposta dal balcone del castello per la solenne benedizione alla popolazione.
La festa si conclude nella notte con i giochi pirotecnici.

## Riferimenti bibliografici
- AA.VV. - Scuola Media Statale 'Francesco Minà Palumbo' A.S. 1994-95 Le tradizioni: la memoria racconta,Le Madonie, 1995
- Salvino Leone Castelbuono: 'u paisi: storia ed arte, fatti e persone, cultura e tradizioni, Castelbuono, Ed. le Madonie, 2008.